# Elecciones al Senado de Liberia de 2014
Las elecciones senatoriales de Liberia de 2014, terceras desde la democratización del país, se realizaron el 20 de diciembre del mencionado año después de haber sido pospuestas varias veces, estando originalmente destinadas a celebrarse el 14 de octubre. El motivo del retraso fue la epidemia de ébola que azotó el país a partir de agosto. El gobierno de la presidenta Ellen Johnson-Sirleaf las atrasó al 16 de diciembre, y luego al día 20 en lo que se contenía la infección.
Las elecciones tuvieron lugar en el marco de la epidemia y, por ende, la participación fue la más baja en una elección liberiana, de tan solo el 25% del electorado. La campaña también fue muy pequeña, ya que Sirleaf prohibió las manifestaciones políticas para evitar la propagación del virus. Catorce partidos políticos presentaron candidaturas, mientras que hubo 26 candidatos independientes, que recibirían juntos la segunda mayor cantidad de votos (24.26%).
El resultado fue una victoria para el opositor Congreso para el Cambio Democrático (CDC), que obtuvo casi el 30% de los sufragios a nivel nacional, mientras que el oficialista Partido de la Unidad se posicionó en el tercer lugar detrás del Partido de la Libertad. El líder del CDC, George Weah, derrotó por un margen abrumador, del 78% de los votos, al hijo de la presidenta, Robert Sirelaf, convirtiéndose en Senador por el condado de Montserrado. Aunque la extremadamente baja participación hizo que la victoria opositora fuese más relativa que absoluta, el CDC se vio fortalecido para las elecciones presidenciales de 2017, en las que Weah obtuvo la victoria en segunda vuelta.

## Contexto y realización

### Antecedentes políticos
Debido a la segunda guerra civil liberiana (1999-2003) que dejó en suspenso el orden constitucional, la mitad de los senadores elegidos en elecciones de 2005 cumplirían solo dos tercios del mandato constitucional de nueve años (2006-2012) y el resto cumpliría el mandato completo, por lo que en estos comicios finalizaría el mandato de la mitad de los senadores elegidos en 2005, siendo la primera vez que se celebrarían comicios separados de las elecciones presidenciales y de la Cámara de Representantes.
El Partido de la Unidad ganó en segunda vuelta las elecciones presidenciales de 2005 con Ellen Johnson-Sirleaf como candidata, derrotando a George Weah del Congreso para el Cambio Democrático (CDC). Aunque nunca llegó a tener mayoría absoluta en la Legislatura, en las elecciones generales de 2011 el Partido de la Unidad obtuvo una pluralidad en ambas cámaras. Al mismo tiempo, Sirleaf fue fácilmente reelecta luego de que Winston Tubman (candidato del CDC) boicoteara la segunda vuelta que ambos debían disputar. Por lo tanto, estos comicios eran ampliamente vistos por observadores políticos como un preludio de lo que serían las elecciones presidenciales de 2017.

### Epidemia de Ébola de 2014
A finales de marzo de 2014, se confirmaron dos casos de enfermedad del virus del Ébola en Foya, en el condado de Lofa, dando inicio a un severo brote del virus que azotó al país a lo largo de los siguientes dos años. El sistema de salud de Liberia estaba muy debilitado todavía como consecuencia de la guerra civil, por lo que al momento del estallido de la epidemia, el país de 4.3 millones de habitantes contaba con tan solo 50 médicos. Dado que los síntomas podían ser fácilmente confundidos con los de la malaria (enfermedad muy común en el país) muchos médicos acabaron contagiándose accidentalmente. Para el 17 de junio, dieciséis personas habían sucumbido a la enfermedad en todo el país, y empezaron a producirse muertes en Monrovia.
La reacción del gobierno al brote fue considerada lenta e ineficaz, y las medidas represivas de cuarententa enardecieron a la población, que se manifestó en diversas ocasiones, lo cual hizo temer tanto al gobierno como a la Organización Mundial de la Salud que la infección se expandiera más rápido. El 6 de agosto, Sirleaf declaró el estado de emergencia nacional y el 19 de agosto puso bajo cuarentena a toda una zona del país afectada por la enfermedad: West Point, en la cual se produjeron los mayores disturbios y protestas. Al mismo tiempo, el gobierno y los partidos políticos de la oposición acordaron que los comicios senatoriales se retrasarían al 16 de diciembre. Los motivos del retraso, además del peligro de realizar elecciones abiertas en medio de una epidemia, eran la imposibilidad técnica de garantizar el proceso al carecer de elementos electorales básicos esenciales, puesto que estos no podían ser transportados al país teniendo este sus fronteras cerradas por el brote.
La oposición denunció que el gobierno de Sirleaf estaba usando la epidemia de Ébola como excusa para recortar la libertad de prensa en el país. Al momento de declararse el estado de emergencia, los periodistas no fueron incluidos en la lista de personas habilitadas para circular libremente fuera del toque de queda (ante las quejas, el gobierno finalmente lo hizo seis días más tarde). La baja popularidad del gobierno al momento del estallido del brote también fue un bache al momento de su contención, pues una gran parte de la ciudadanía creyó que se trataba de un engaño para sabotear las elecciones senatoriales y no respetaron las instrucciones gubernamentales.

### Campaña
Debido a la epidemia, la campaña fue muy restringida y silenciosa. El 28 de noviembre, el CDC, con George Weah como candidato por el condado de Montserrado (el más poblado del país) realizó una manifestación que reunió a cientos de partidarios. Sirleaf declaró su preocupación ante estos mítines, afirmando que ponían en peligro la salud de las personas. El 7 de diciembre, el gobierno finalmente prohibió las manifestaciones políticas de cualquier tipo para evitar que el virus se propagara. La prohibición fue vista como políticamente motivada y fue muy mal recibida por la población en general, socavando la campaña del hijo de la presidenta, Robert Sirleaf, quien competiría contra Weah por el escaño de Montserrado. A pesar de las dudas, Sirleaf declaró que las elecciones se realizarían para evitar una crisis constitucional, puesto que de otro modo, el 50% del senado se vería fuera de mandato a partir de enero.

## Resultados
|  | 29.78 % |

|  | 16.67 % |

|  | 11.47 % |

|  | 6.67 % |

|  | 10.33 % |

|  | 26.67 % |

|  | 6.05 % |

|  | 16.67 % |

|  | 4.94 % |

|  | 3.33 % |

|  | 4.15 % |

|  | 3.33 % |

|  | 4.03 % |

|  | 1.25 % |

|  | 6.67 % |

|  | 0.92 % |

|  | 0.81 % |

|  | 0.69 % |

|  | 0.67 % |

|  | 0.39 % |

|  | 0.28 % |

|  | 24.26 % |

|  | 13.33 % |

|  | 95.07 % |

|  | 4.93 % |

|  | 100.0 % |

|  | 25.22 % |